# Chnumneti
Chnumneti war ein altägyptischer Wesir und lebte am Übergang der 5. zur 6. Dynastie.
Bekannt sind Chnumneti und seine Familie von ihren Mastabas. Diese befinden sich auf dem so genannten Cemetery en Echelon, auf dem Pyramidenplateau von Gizeh. Chnumneti ist in Mastaba G 2374 bestattet worden. Er stammte aus einer einflussreichen Familie. Sein Vater Senedjemib Inti (G 2370) war Wesir unter König Djedkare, sein älterer Bruder Senedjemib Mehi (G 2378) Wesir unter König Unas. Chnumneti war ebenfalls Wesir, laut Strutwick möglicherweise unter den Königen Unas und Teti. Das Amt verblieb für zwei weitere Generationen in der Familie.